# João José da Cruz
São João José da Cruz (ilha de Ischia, 15 de Agosto de 1654 — Piedimonte d'Alife, 5 de Março de 1737), nascido com o nome de Carlos Caetano Calosirto, foi um beato franciscano que construiu um importante mosteiro para a sua ordem com suas mãos e  permitiu que se abrissem várias outras casas religiosas,  viveu uma vida muito austera, muito próxima da de São Francisco de Assis que tinha como ideal.
O menino distinguiu-se desde cedo por sua piedade precoce. Com efeito, Carlos tinha uma inclinação maravilhosa para o silêncio, o retiro, e a prece. Já em sua infância, escolheu um quarto no recanto mais retirado da casa paterna, no qual colocou um pequeno altar em honra da Santíssima Virgem, e para onde se retirava a maior parte do dia.
Quando, por motivo de estudos, tinha que se juntar a outros jovens, ele evitava cuidadosamente os díscolos e os impuros, temendo manchar sua inocência. E procurava levar os outros a ter horror ao pecado, e a evitá-lo com empenho. A preguiça, a superficialidade, a vaidade e a mentira, mesmo nas coisas menos importantes eram, a seus olhos, faltas dignas de severa repreensão. Seu amor aos pobres era sem limites.

## Biografia
Aos quinze anos optou pela vida religiosa pela grande vocação que sentia, ingressando na Ordem dos Frades Menores, aquela Ordem franciscana que tinha sido reformada por São Pedro de Alcântara, conhecidos por Alcantarinos.
Em 1671 foi enviando com mais onze sacerdotes, dos quais ele era o mais jovem, para o Piedimonte d'Alife para construírem um convento. Diante das dificuldades encontradas no estimulou todos a fazê-lo, os outros e o povo que no começo acharam que ele era louco, mas, percebendo que estavam errados, começaram a ajudá-lo, de modo que foi edificado em pouco tempo e de grandes dimensões.
Ordenou-se depois sacerdote, em 1677 e logo a seguir foi nomeado mestre dos noviços e, quase ao mesmo tempo, guardião desse local religioso. Mais tarde, para seu recolhimento, construiu, num local isolado na encosta do bosque, um outro pequeno cenóbio chamado de "ermo", ainda hoje meta de peregrinações, para poder rezar em retiro.
Foi eleito provincial de Nápoles, no Capítulo de Grumo, em 1703, possibilitando-o abrir muitas casas religiosa, atraindo uns 200 religiosos à observância e reorganizou os cursos. Terminado o seu mandato, o arcebispo Francisco Pignatelli o convocou para dirigir 73 mosteiros e retiros, ainda na região de Nápoles. Semelhante tarefa recebeu do cardeal Inácio Caracciolo na diocese de Aversa. Diversas pessoas ilustres do clero o procuravam para pedir conselhos. Também recorreram a ele São Francisco de Jerónimo e Santo Afonso Maria de Ligório.
Era muito austero, comia pouco, só uma vez ao dia, dormia poucas horas, tinha o hábito de se levantar a meia noite para agradecer a Deus pelo novo dia. Tornou-se famoso entre o povo por sua humildade e foi venerado ainda em vida pela população por causa de sua extrema dedicação aos pobres e doentes. Fazia questão de ser pobre na vida e na própria personalidade.
Foi beatificado pelo papa Gregório XVI, em 1839.